# Serra Marinera
La Serra Marinera és una serra situada al municipi de Lladorre a la comarca del Pallars Sobirà, amb una elevació màxima de 2.483 metres.